# بافت‌برداری آسپیراسیون
بیوپسی آسپیراسیون در پزشکی به‌معنی نمونه برداری از یک بافت یا توده درون بدن توسط وارد کردن یک سوزن به درون بدن بیمار و مکش مقداری از توده یا سلول‌های بافتی بدرون سوزن برای انجام آزمایش است.
مهمترین مورد استفاده این روش برای نمونه برداری از مغز استخوان می‌باشد.